# Regatul Siciliei
Regatul Siciliei a fost un stat care a existat în sudul Italiei de la întemeierea sa de către contele Roger al II-lea din 1130 până în 1816. Din 1442-1443, prin unirea cu Regatul Neapolelui sub Alfonso al V-lea al Aragonului, noul stat a fost cunoscut sub titulatura de Regatul celor Două Sicilii. Regatul Siciliei a fost un stat succesor al comitatului creat în 1071 în contextul cuceririi Italiei de sud de către normanzi. Până în 1282, regatul (numit uneori regnum Apuliae et Siciliae) acoperea nu numai insula propriu-zisă a Siciliei, ci întregul sud al Italiei, precum și arhipelagul maltez. Insula a fost divizată în trei regiuni: Val di Mazara, Val Demone și Val di Noto.
În 1282, o răscoală izbucnită împotriva dinastiei de Anjou, cunoscută sub numele de "Vecerniile Siciliene", a pus capăt domniei lui Carol de Anjou asupra insulei Sicilia. Angevinii au reușit totuși să își mențină controlul în partea continentală, care a devenit o entitate separată care încă păstra (impropriu) denumirea de Regatul Siciliei, deși a început să se încetățenească denumirea de Regatul Neapolelui, după numele capitalei, Napoli. Insula în sine a devenit un regat separat, aflat sub Coroana regilor Aragonului. După 1302, regatul insular mai avea și denumirea de Regatul de Trinacria. Cel mai adesea, regatul era condus de către un alt monarh decât cel care guverna în ca rege al Aragonului, rege al Spaniei sau împărat romano-german.

## Istoria

### Cucerirea normandă
Începând din secolul al XI-lea, puterile din sudul Italiei angajau mercenari normanzi; la inițiativa ducelui Robert Guiscard de Apulia și sub conducerea fratelui său mai mic, contele Roger I de Sicilia, normanzii au cucerit Sicilia, preluând-o de la musulmanii. Astfel, a fost ocupată Messina cu o armată de 700 de cavaleri. În 1068, Roger Guiscard însuși i-a înfrânt pe musulmani în bătălia de la Misilmeri, momentul crucial fiind asediul asupra Palermo, care a facilitat completul control al normanzilor asupra insulei, fapt desăvârșit în 1091, după ce sunt cucerite Siracusa și Noto.

### Regatul normand
Regatul normand a fost constituit în 1130 de către Roger al II-lea al Siciliei, care a unit teritoriile moștenite de la tatăl său Roger I. Acestea includeau și arhipelagul maltez, care fusese cucerit de la arabii din Emiratul de Sicilia. Același Roger al II-lea a intrat și în posesia Ducatului de Apulia și Calabria, care aparținuse vărului său, Guillaume al II-lea, precum și teritoriile altor normanzi vasali, unificând întreaga regiune. Roger și-a găsit sprijin în persoana antipapei Anaclet al II=lea, care l-a încoronat ca rege al Siciliei în ziua de Crăciun a anului 1130.

Regatul Siciliei (în verde) la 1154

În 1136, rivalul lui Anacletus, papa Inocențiu al II-lea, l-a convins pe împăratul Lothar al III-lea să atace Regatul Siciliei, având și sprijinul împăratului bizantin Ioan al II-lea Comnen. Cele două armate ale lui Lothar, una condusă de împărat personal, iar cealaltă de către ducele Henric "cel Mândru" de Bavaria, au invadat partea continentală a Regatului Siciliei. Pe malul râului Tronto, contele Guillaume de Loritello s-a predat lui Lothar și a deschis acestuia porțile din Termoli. Defecțiunea a fost urmată de cea a contelui Ugo al II-lea de Molise. Cele două armata invadatoare au făcut joncțiunea la Bari, de unde au continuat campania și în 1137. Roger s-a oferit să acorde Apulia ca fief al Imperiului, lucru pe care Lothar l-a refuzat, după ce a fost presat de Inocențiu în acest sens. În același an însă, trupele împăratului s-au răsculat.
Ca urmare, Lothar, care inițial sperase să cucerească Sicilia însăși, a acordat Capua și Apulia inamicilor lui Roger al II-lea. Inocențiu al II-lea a protestat, pretinzând că Apulia trebuie să facă parte din teritoriul papal. Lothar s-a întors către nord, însă a murit pe când traversa Alpii, în 4 decembrie 1137. La al doilea conciliu de la Lateran din aprilie 1139, Inocențiu l-a excomunicat pe Roger. În 22 martie 1139, la Galluccio, fiul lui Roger, Roger al III-lea a prins într-o ambuscadă trupele papale și l-a capturat pe însuși papa. La 25 martie 1139, Inocențiu a fost nevoit să accepte realitatea noului regat și să confirme posesiunile lui Roger prin Tratatul de la Mignano.
Roger a petrecut mai mult de un deceniu, începând de la încoronarea sa și până la promulgarea Assizelor din Ariano, emițând o serie de legi, prin care intenționa să asigure o guvernare centralizată, care să asigure statul său împotriva multiplelor invazii și să reprime rebeliunilor principalilor vasali: Grimoald de Bari, Robert al II-lea de Capua, Rainulf al II-lea de Alife, Sergiu al VII-lea de Neapole etc. 

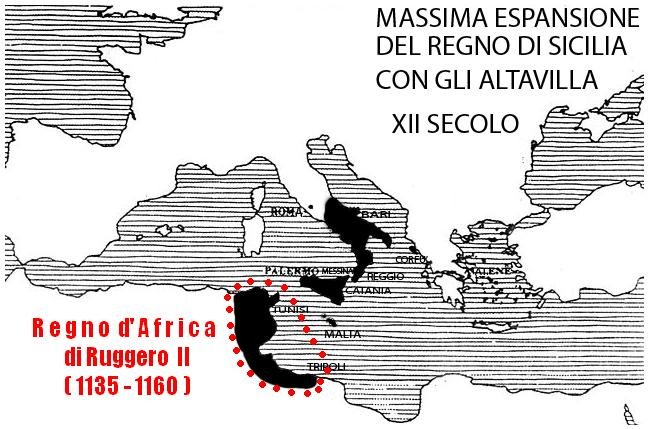
"Regatul Africii" (Regno d'Africa)

Cu ajutorul amiralului său George de Antiohia, Roger a purces la cucerirea Mahdiei, în Africa (Ifriqiya), luând titlul neoficial de "rege al Africii". Acest regat s-a aflat sub protectoratul Regatului Siciliei începând cu 1135. În același timp, flota lui Roger a atacat Imperiul Bizantin, transformând Sicilia în principala putere maritimă din Marea Mediterană vreme de aproape un secol.
Succesorul lui Roger al II-lea a fost fiul său, Guillaume I, cunoscut ca "Guillaume cel Rău", deși porecla izvorăște în principal din lipsa sa de popularitate în rândul acelor cronicari care simpatizau cu răscoala baronilor, reprimată de către Guillaume. Domnia sa s-a încheiat în pace (1166), iar fiul său, Guillaume al II-lea era încă minor. Până la sfârșitul perioadei sale minorat (1172), regatul a avut parte de tulburări care aproape au răsturnat de la putere familia domnitoare. Domnia lui Guillaume al II-lea a fost reținută ca o perioadă de două decenii de aproape continuă pace și prosperitate. Din acest motiv el a fost poreclit în epocă "cel Bun". El a murit în 1189 fără a avea moștenitori, fapt care a condus la declinul regatului.
Tancred de Lecce a preluat tronul, însă a fost nevoit să lupte cu o revoltă a vărului său, Roger de Andria și să se confrunte cu invazia împăratului Henric al VI-lea de Hohenstaufen, care intervenea în numele soției sale, Constanța de Hauteville, fiică a lui Roger al II-lea și mătușă vitregă a lui Guillaume al II-lea. Constanța și Henric au avut în cele din urmă câștig de cauză, iar regatul a trecut din 1194 sub casa de Hohenstaufen. Prin Constanța, sângele familiei normande Hauteville s-a păstrat prin Frederic I al Siciliei.

### Regatul subdinastia Hohenstaufen
Urcarea pe tron a lui Frederic, un copil care avea să devină împăratul Frederic al II-lea de Hohenstaufen în 1197, a influențat puternic viitorul imediat al Siciliei. Pentru un teritoriu atât de obișnuit cu o autoritate regală centralizată, vârsta fragedă a regelui a cauzat un serios vid de putere. Unchiul său, Filip de Suabia a căutat să asigure moștenirea lui Frederic prin numirea ca regent al său, în 1198, a lui Markward de Anweiler, margraf de Ancona. Între timp, papa Inocențiu al III-lea reafirmase autoritatea papală asupra Siciliei, recunoscând însă drepturile lui Frederic.

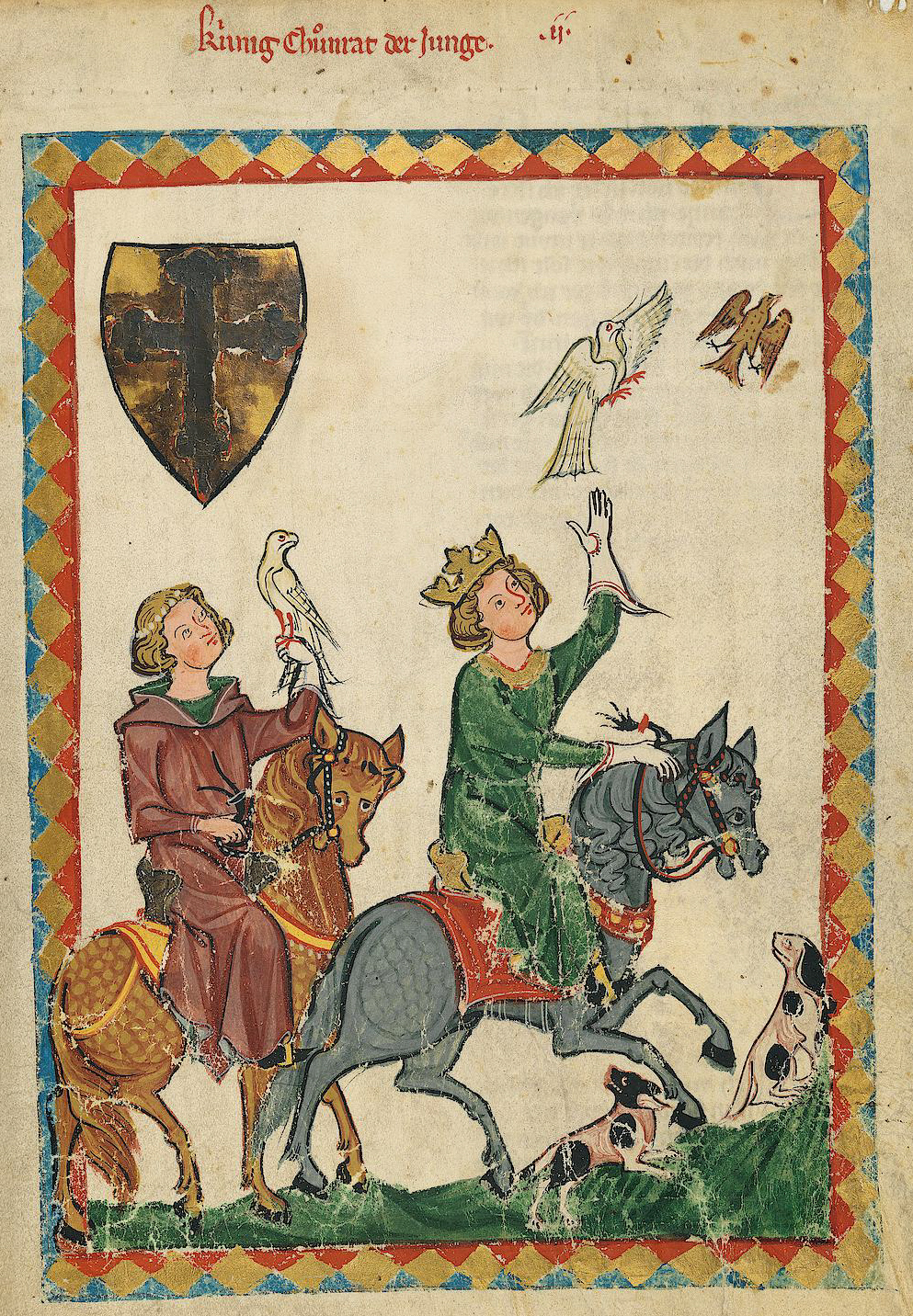
Portretul lui Conradin, ultimul moșteniror al familiei Hohenstaufen în Regatul Siciliei.

Puterea Hohenstaufenilor nu era însă sigură. Contele Valter al III-lea de Brienne se căsătorise cu fiica lui Tancred de Lecce. Aceasta era sora și moștenitoarea regelui depus Guillaume al III-lea al Siciliei. În 1201, Guillaume a hotărât să pretindă domnia asupra regatului. În 1202, o armată comandată de cancelarul Valter de Palearia și de Dipold de Vohburg a fost înfrântă de către Valter de Brienne. Markward a fost ucis, iar Frederic a trecut sub controlul unui n ou regent, Wilhelm de Capparone, un aliat al pisanilor. Dipold a continuat războiul cu Valter pe continent până când acesta din urmă a murit în 1205. În cele din urmă, Dipold l-a smuls pe Frederic de sub influența lui Capparone în 1206 și l-a pus sub protecția cancelarului, Valter de Palearia. Valter și Dipold au avut apoi o neînțelegere, iar cel din urmă a capturat palatul regal, în care a fost asediat și în final capturat de către Valter, în 1207. După un deceniu, războaiele pentru obținerea regenței și a tronului însuși se încheiau.
Reformele legislative începuseră odată cu Assizele din Ariano în 1140, promulgate de către Roger al II-lea. Frederic a continuat reformele cu Assizele din Capua (1220) și promulgarea Constituțiilor din Melfi (1231, cunoscute și ca Liber Augustalis), o colecție de legi pentru posesiunile sale, al cărei conținut era remarcabil pentru vremea sa. Constituțiile din Melfi au fost constituite pentru instaurarea unui stat centralizat. De exemplu, cetățenilor nu le era permis să transporte arme sau armuri de război în public dacă acestea nu se făceau sub comanda regală. Un rezultat al acestor măsuri, rebeliunile s-au redus. Constituțiile au transformat Regatul Siciliei într-o monarhie absolută, prmul stat centralizat din Europa apărut din feudalism; de asemenea, măsurile fixau un precedent pentru primatul legii scrise. Cu relativ mici modificări, Liber Augustalis a rămas baza legii siciliene până în 1819. Pe parcursul domniei sale, Frederic a construit Castel del Monte în Apulia, iar în 1224 a fondat Universitatea din Napoli, rămasă vreme de secole unica universitate din sudul Italiei.
După moartea lui Frederic, regatul a fost condus de Henric al II-lea și de Conrad I. Ultimul moștenitor legitim a fost Conrad al II-lea (Conradin), care era prea tânăr la acea vreme pentru a se putea menține pe tron. Manfred, fiu ilegitim al lui Frederic, a preluat puterea și a condus regatul vreme de 15 ani, în vreme ce alți moștenitori ai familiei Hohenstaufen se aflau la conducerea a diferite regiuni din Germania. După îndelungi dispute cu Statul Papal, Regatul Siciliei a reușit să își apere posesiunile, însă Papalitatea a declarat regatul ca fiind decăzut ca urmare neloialității familiei Hohenstaufen. Sub acest pretext, papa a ajuns la un acord cu regele Ludovic al IX-lea al Franței, prin care fratele lui Ludovic, Carol de Anjou, să preia tronul Siciiei. În schimb, Carol urma să recunoască autoritatea papală în regat, să achite o parte din datoria papală și să fie de acord cu plata unui tribut față de Statul Papal. Domnia Hohenstaufenilor în Sicilia a luat sfârșit după invazia Angevinilor din 1266 și executarea lui Conradin, ultimul moștenitor masculin al dinastiei, în 1268.

### Sicilia angevină și aragoneză
În 1266, conflictul dintre Hohenstaufeni și Papalitate a condus la cucerirea Siciliei de către Carol, duce de Anjou. Carol de Anjou a creat în Albania un protectorat pentru Regatul Siciliei: în 1272 el a fost încoronat ca rege al Albaniei. El chiar manifesta intenții de cucerire a Constantinopolului.
Opoziția localnicilor față de oficialitățile franceze și de taxarea excesivă, combinată cu incitările la rebeliune venite din partea a diverși agenți ai Coroanei de Aragon și ai Imperiului Bizantin, a condus la episodul insurecției numite Vecerniile siciliene și la succesul invaziei regelui Pedro al III-lea al Aragonului⁠(es)[traduceți] din 1282. Războaiele care au rezultat de pe urma "Vecerniilor siciliene" au durat până cînd s-a încheiat Pacea de la Caltabellotta în 1302, prin care vechiul regat al Siciliei era divizat în două părți. Insula Sicilia, numită "Regatul Siciliei de dincolo de Far" sau Regatul de Trinacria, a trecut sub Frederic al III-lea din casa de Aragon, care deja preluase domnia asupra ei. Teritoriile peninsulare (Mezzogiorno), numite de contemporani tot regat al Siciliei, însă reținute de istoriografia modernă drept Regatul Neapolelui, au revenit lui Carol al II-lea de Anjou, care deja domnea asupra lor. Astfel, pacea reprezenta o formală recunoaștere a status quo-ului. Cu toate că, mai târziu, din secolul al XVI-lea, regii Spaniei vor ajunge să preia ambele coroane, administrațiile celor două jumătăți din fostul Regat al Siciliei vor rămâne separate până în 1816, deși formațiunea statală purta deja numele de Regatul celor Două Sicilii.

### Regatul insular al Siciliei sub coroana Aragonului

Blazonul Regatului Siciliei după 1282. Cadranele cu roșu și auriu reprezintă Casa de Aragon, iar vulturii sunt simbolul familiei Hohenstaufen.

Sicilia a fost condusă ca regat independent de către rude din ramura tânără a casei aragoneze până în 1409, iar de atunci a constituit chiar parte a Regatului Aragonului. În ceea ce privește Regatul Neapolelui, acesta a fost condus de regele angevin René de Anjou, până când cele tronuri au fost din nou unite de către Alfonso al V-lea, după un reușit asediu asupra Napoli și înfrângerea lui René la 6 iunie 1443.